# 布蘭登·米勒
布蘭登·喬丹·米勒（英語：Brandon Jordan Miller，2002年11月22日—）美國职业籃球運動員，大学效力於阿拉巴馬大學籃球隊。他是五星高中生和2022年級的最佳球員之一。2023年NBA选秀中被夏洛特黄蜂以第一輪第二順位選中。

## 相关事件

### 卷入阿拉巴马大学枪击事件
2023年1月14日，阿拉巴马大学男篮以106-66大比分击败路易斯安那州立大学。赛后，学生们来到校园附近的酒吧庆祝胜利。次日凌晨，米勒开车去接从酒吧出来的校队队友达里厄斯·迈尔斯（Darius Miles）等人，迈尔斯和迈克尔·戴维斯（Michael Davis）在酒吧附近路过载有女性贾米亚·哈里斯（Jamea Harris）的车。戴维斯试图勾搭哈里斯被拒，进而与哈里斯一车人发生争执。随后迈尔斯发短信让米勒把自己的枪带来。几分钟后，戴维斯到米勒的车上拿出枪，返回哈里斯车旁，与哈里斯的男友交火，哈里斯中弹身亡。交火发生后，米勒启动车辆行驶，随后与哈里斯的车擦撞。
米勒事后未受到指控，戴维斯和迈尔斯则被逮捕。米勒的律师称，迈尔斯发短信时米勒正在开车路上，米勒对车上有枪不知情。

## 外部連結
- 布蘭登·米勒在NBA（英语）
- 布蘭登·米勒在Basketball-Reference.com（NBA）（英语）
- 布蘭登·米勒在Sports-Reference.com（NCAA）（英语）
- 布蘭登·米勒在Eurobasket.com（球員）（英语）
- 布蘭登·米勒在RealGM（英语）